# Centralstation Markgrafenstraße
Die Centralstation Markgrafenstraße in Berlin war das erste Wärmekraftwerk Deutschlands, das Strom in ein städtisches Verteilnetz abgab und diesen an mehrere Kunden verkaufte. Die Anlage stand an der Markgrafenstraße in der Berliner Friedrichstadt (heute zum Ortsteil Berlin-Mitte gehörig) und wurde 1885 eröffnet.

## Vorgeschichte
Bereits 1882 hatte Siemens & Halske ein erstes Kraftwerk an der Wilhelmstraße eingerichtet, das jedoch nur zur Stromversorgung der am 20. September 1882 in Betrieb genommenen elektrischen Kohlebogenlampen am Potsdamer Platz und in der Leipziger Straße diente. Diese „Maschinenanlage bestand aus vier durch Ottosche Gasmotoren zu je 12 PS (9 kW) angetriebenen Siemens-Dynamo-Maschinen“. Der Betrieb dieses Kraftwerks wurde 1886 wieder eingestellt und die Stromversorgung von dem inzwischen gegründeten AEG-Tochterunternehmen übernommen.

## Gründung der Städtischen Elektricitäts-Werke AG
Der Unternehmer Emil Rathenau erwarb 1881 von Thomas Alva Edison die Lizenz des Patents der Glühlampe für Deutschland und gründete 1883 die Deutsche Edison-Gesellschaft für angewandte Elektricität (DEG) zur wirtschaftlichen Nutzung. Die Gesellschaft war mit einem Kapital von 5 Mio. Mark ausgestattet und wurde der Grundstein für die spätere AEG.
Die DEG erhielt am 19. Februar 1884 die Konzession zur alleinigen Versorgung der Berliner Innenstadt mit Elektrizität. Sie hatte das Recht, öffentliche Straßen für die Verlegung von Kabeln zu nutzen. Umgekehrt verpflichtete sie sich, jeden mit Strom zu beliefern, der das wünschte. Weiter mussten 10 % des Gewinns durch den Verkauf von Elektrizität an die Stadt Berlin abgegeben werden.
Die DEG gründete für die Nutzung der Konzession am 8. Mai 1884 die Städtische Elektricitäts-Werke AG mit 3 Mio. Mark Aktienkapital, aus der später die Bewag hervorging.

## Bau des Kraftwerks
Die Städtische Elektricitäts-Werke AG kaufte die Grundstücke Markgrafenstraße 44 am Gendarmenmarkt und Mauerstraße 80 für den Bau von Kraftwerken.
Die Centralstation Markgrafenstraße nahm am 15. August 1885 den Betrieb auf. Das Kraftwerk war bis 1907 in Betrieb und wurde danach zur Umspannstation umgebaut. Sechs Dampfkessel erzeugten Dampf mit einem Druck von 10 atü (10,8 bar) für den Betrieb von sechs Kolbendampfmaschinen von Borsig, deren Leistung je 110 kW (150 PS) betrug. Diese trieben zwölf Generatoren an, die Gleichstrom mit einer Spannung von 110 V erzeugten. Die elektrische Gesamtleistung des Kraftwerks betrug 540 kW.
Das wenig später in der Mauerstraße errichtete Kraftwerk war nahezu baugleich. Weitere kleinere Kraftwerke entstanden 1890 am Schiffbauerdamm 22 Ecke Luisenstraße und 1899 an der Spandauer Straße zwischen Rathaus und Molkenmarkt.
Da Mitte der 1880er Jahre noch keine Erfahrungen bezüglich der verlustarmen Stromübertragung über längere Strecken vorlagen, mussten die ersten Kraftwerke mit Gleichstromgeneratoren in den Städten in der Nähe der Verbraucher eingerichtet werden. Erst im August 1891 konnte mit der Drehstromübertragung Lauffen–Frankfurt die erste auf höhere Spannungen transformierte Fernleitung mit akzeptablen Wirkungsgraden in Deutschland in Betrieb genommen werden.

## Stromversorgung
Das Kraftwerk versorgte mit seinem Verteilnetz Kunden im Umkreis von 2,2 km mit Strom. Die ersten Großkunden waren das Schauspielhaus mit 150 kW Anschlussleistung und die Reichsbank mit 20 kW. Der Strompreis betrug 80 Pfennig / kWh, was heutzutage ungefähr 7,01 € entsprechen würde.
Im Jahr 1887 kam das Opernhaus dazu. Im selben Jahr wurde das Verteilnetz mit demjenigen der Centralstation Mauerstraße zusammengeschlossen.
Nachdem 1886 schon die Stromversorgung der Straßenbeleuchtung am Potsdamer Platz und in der Leipziger Straße übernommen worden war, folgte im Herbst 1888 die Straßenbeleuchtung der Prachtstraße Unter den Linden mit den von Ludwig Schupmann entworfenen Schupmann-Kandelabern.

## Gedenktafel

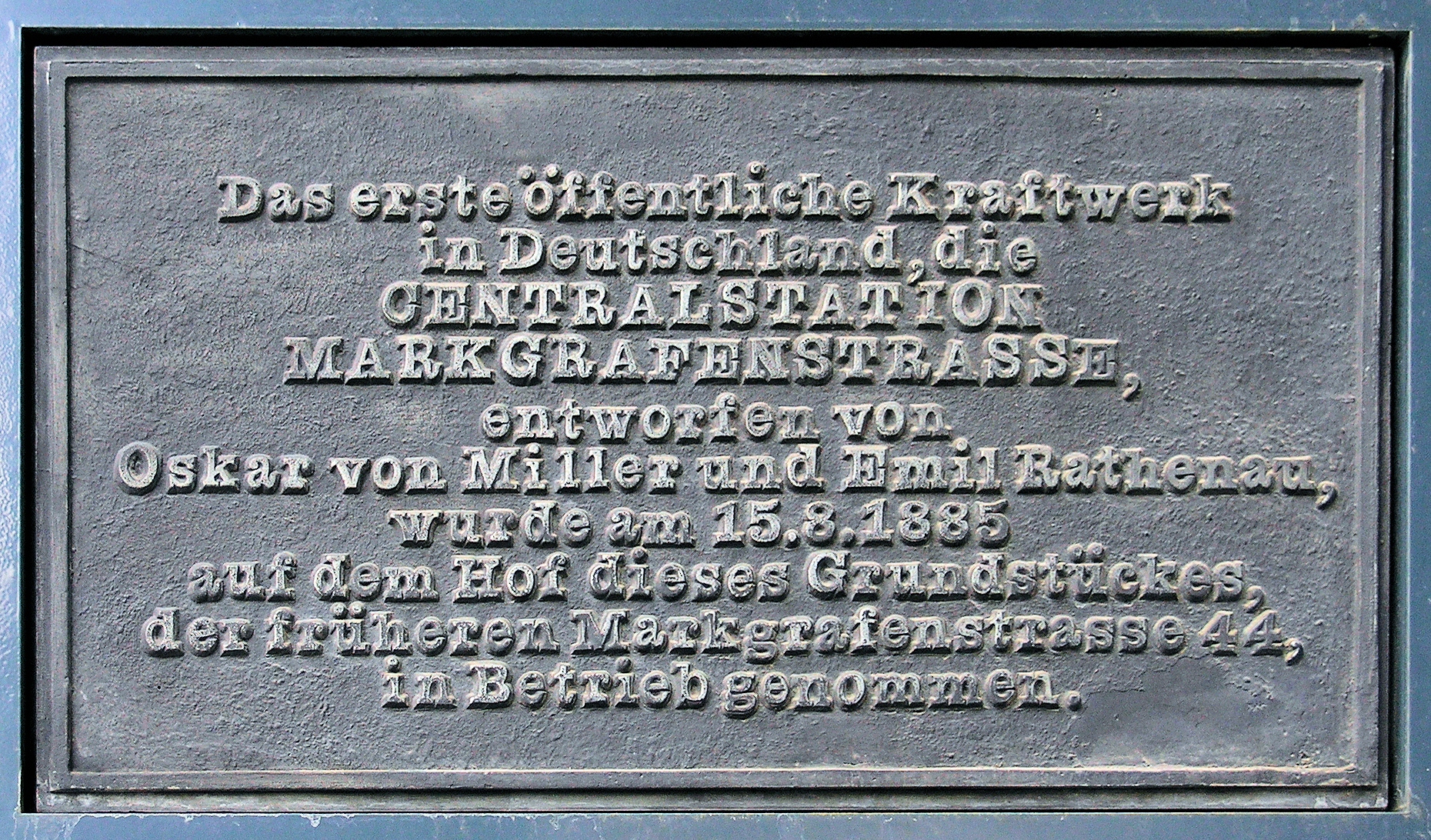
Gedenktafel

Am Haus Markgrafenstraße 35 ist eine Gedenktafel für das Kraftwerk angebracht.